# Пауэрс, Стефани
Стефани Пауэрс (англ. Stefanie Powers, род. 2 ноября 1942) — американская актриса, наиболее известная по роли Дженнифер Харт в сериале ABC «Супруги Харт» (1979—1984) и его телефильмах-сиквелах.

## Ранние годы
Стефани Зофия Пол родилась в Голливуде, штат Калифорния. Её родители развелись, когда она была ребёнком. Она имеет польские корни. В пятнадцатилетнем возрасте она начала выступать на театральной сцене, а в начале 1960-х снялась в нескольких малых проектах под псевдонимом Тиффани Пол.

## Карьера

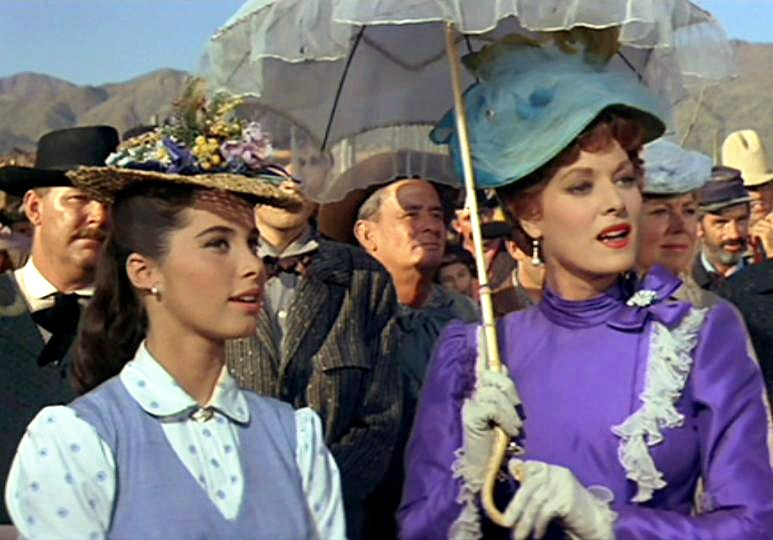
Пауэрс (слева) с Морин О’Хара в «Маклинток!» (1963)

Пауэрс снялась в нескольких кинофильмах в ходе 1960-х годов, играя, в основном, роли второго плана. Среди её заметных работ были роли в фильмах «Эксперимент с ужасом» с Гленном Фордом и Ли Ремик, «Если отвечает мужчина» с Сандрой Ди и Бобби Дарином и «Маклинток!» с Джоном Уэйном и Морин О’Хара. В 1966-67 годах она исполняла главную роль в сериале NBC «Девушка от Д. Я. Д. И.», закрытом после одного сезона. В 1970-х она снялась в таких фильмах, как «Великолепная семёрка снова в седле» и «Бегство к Афине», но наиболее часто появлялась на телевидении.
Пауэрс достигла наибольшей известности благодаря роли Дженнифер Харт в сериале ABC «Супруги Харт», который выходил с 1979 по 1984 год. Эта роль принесла ей пять номинаций на премию «Золотой глобус» в категории «за лучшую женскую роль в телевизионном сериале — драма» и две номинации на «Эмми» «за лучшую женскую роль в драматическом телесериале». После завершения сериала последовало ещё восемь телефильмов-сиквелов в 1990-х годах. После завершения шоу она продолжила карьеру, снимаясь в мини-сериалах, таких как «Голливудские жёны», и многочисленных сделанных для телевидения фильмах.
В 1990-х годах Пауэрс переместилась на Лондонскую театральную сцену, выступая в мюзикле «Матадор». В 2000-01 годах она также переместилась на британское телевидение, где снималась в мыльной опере «Врачи». Также Пауэрс выступала на бродвейской и офф-бродвейской сценах.
В 1992 году Пауэрс была удостоена именной звезды на голливудской «Аллее славы».

## Личная жизнь
Пауэрс была замужем дважды. Её первый брак был с актёром Гэри Локвудом. Также она состояла в отношениях с актёром Уильямом Холденом с 1972 вплоть до его смерти в 1981 году.

## Избранная фильмография
| Год       |   | Русское название                   | Оригинальное название                  | Роль                 |
| --------- | - | ---------------------------------- | -------------------------------------- | -------------------- |
| 1961      | ф | Тэмми, скажи мне правду            | Tammy Tell Me True                     | Кей                  |
| 1961      | ф | Каков отец, таков и сын            | Like Father, Like Son                  | Джинни Миллер        |
| 1962      | ф | Эксперимент с ужасом               | Experiment in Terror                   | Тоби Шервуд          |
| 1962      | ф | Интерны                            | The Interns                            | медсестра Глория Мид |
| 1962      | ф | Если отвечает мужчина              | If a Man Answers                       | Тина                 |
| 1963      | ф | Уик-энд в Палм-Спрингс             | Palm Springs Weekend                   | Банни Диксон         |
| 1963      | ф | Маклинток!                         | McLintock!                             | Ребекка Маклинток    |
| 1964      | ф | Новые интерны                      | The New Interns                        | Глория Мид           |
| 1965      | ф | Многоликая любовь                  | Love Has Many Faces                    | Кэрол Ламберт        |
| 1965      | ф | Умри, дорогая                      | Fanatic                                | Патриша Кэрролл      |
| 1966      | ф | Дилижанс                           | Fanatic                                | миссис Люси Мэллори  |
| 1970      | ф | Крещендо                           | Crescendo                              | Сьюзан Робертс       |
| 1970      | ф | Боутниксы                          | The Boatniks                           | Кейт                 |
| 1972      | ф | Великолепная семёрка снова в седле | The Magnificent Seven Ride!            | Лори Ганн            |
| 1974      | ф | Герби снова на ходу                | Herbie Rides Again                     | Николь               |
| 1975      | ф | —                                  | Gone with the West                     | Маленькая Луна       |
| 1975      | ф | Это казалось тогда хорошей идеей   | It Seemed Like a Good Idea at the Time | Джорджина            |
| 1978      | ф | Астральный фактор                  | The Astral Factor                      | Кэнди Барретт        |
| 1978      | ф | Бегство к Афине                    | Escape To Athena                       | Дотти Дель Мар       |
| 1979—1984 | с | Супруги Харт                       | Hart to Hart                           | Дженнифер Харт       |
| 1984      | с | Дочь Мистраля                      | Mistral’s Daughter                     | Мэгги Лунел          |
| 2006      | ф | Кроличья лихорадка                 | Rabbit Fever                           | мама Джорджии        |
| 2007      | ф | Прыгай!                            | Jump!                                  | Кэтрин Уилкинс       |